# Sapato social
Sapato clássico ou social é um estilo específico de sapato usado de acordo com os códigos de vestuário, etiqueta e/ou protocolo. São normalmente compostos por sola de couro, em pele preta ou castanha, têm um salto baixo e apertam-se com atacadores ou com fivela.

## Tipos de sapato

### Oxford

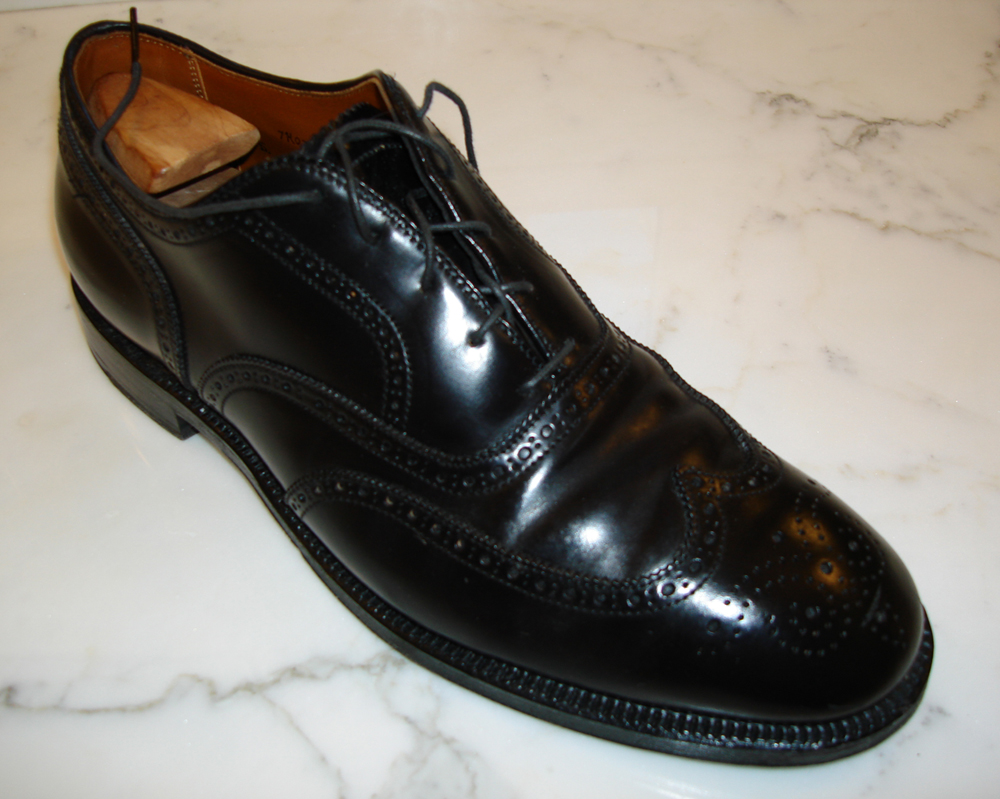
Sapato Oxford com "meio-picotado"

Um estilo de sapato de pele, simples e com atacadores. São originários da Escócia e Irlanda. O pormenor que mais distingue este tipo de sapato é o facto de que a as duas palas com a perfuração para os atacadores não são cosidas a meio do sapato, mas sim partem da sola do sapato. Isto faz com que haja menos pressão no peito do pé, sendo (teoricamente) mais confortável.
Podem ser feitos em variados tipos de pele, para diferentes situações, desde sapatos formais de noite com acabamento verniz, até para uso diário. São tipicamente pretos ou castanhos, podendo ser picotados e ter, ou não, biqueira reforçada. Algumas peles (como camurça) ou tons de castanho, são menos formais, ao passo que peles pretas e sem biqueira são mais formais. Estes detalhes de formalidade são normalmente combinados, e não misturados entre si.

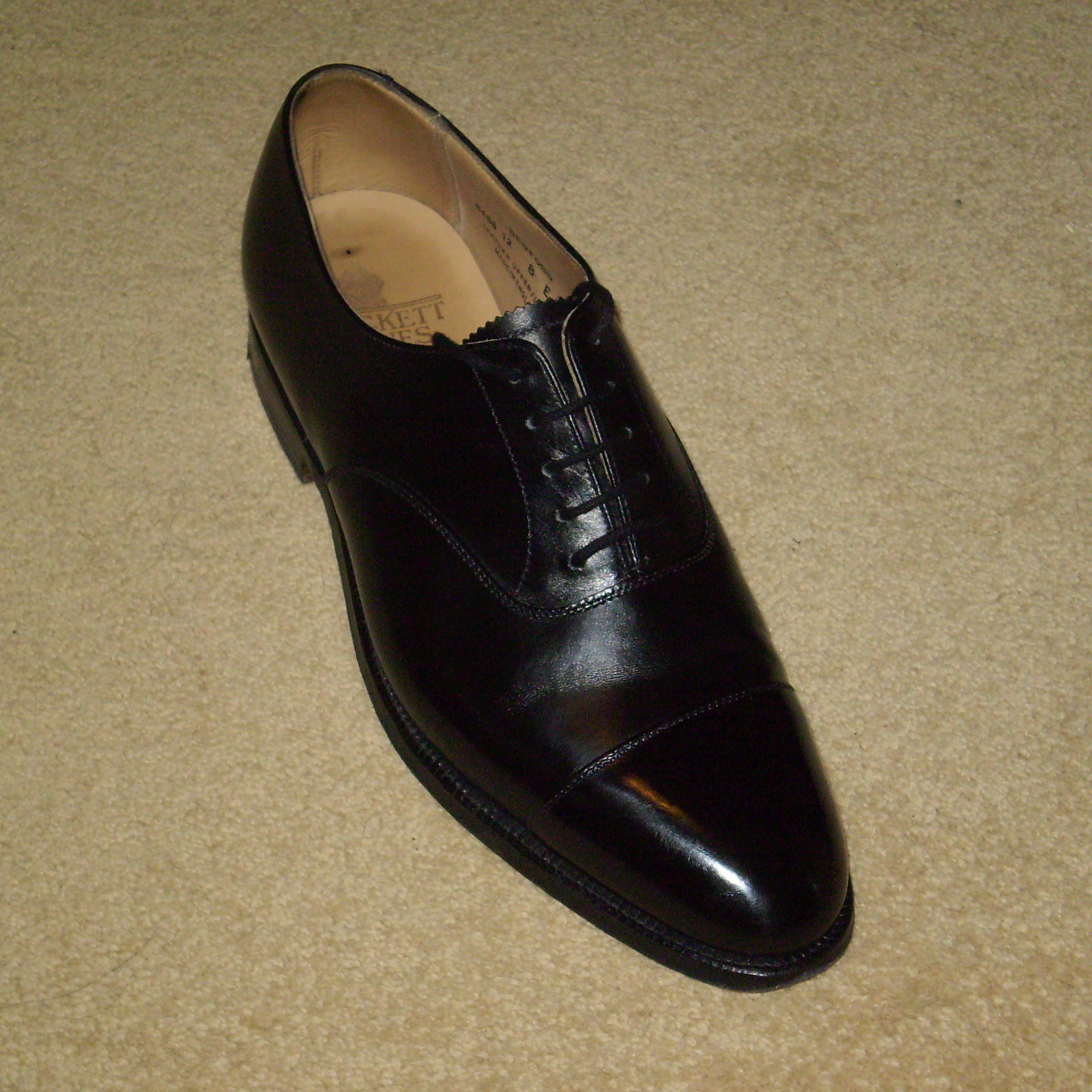
Sapato estilo Oxford, com biqueira reforçada

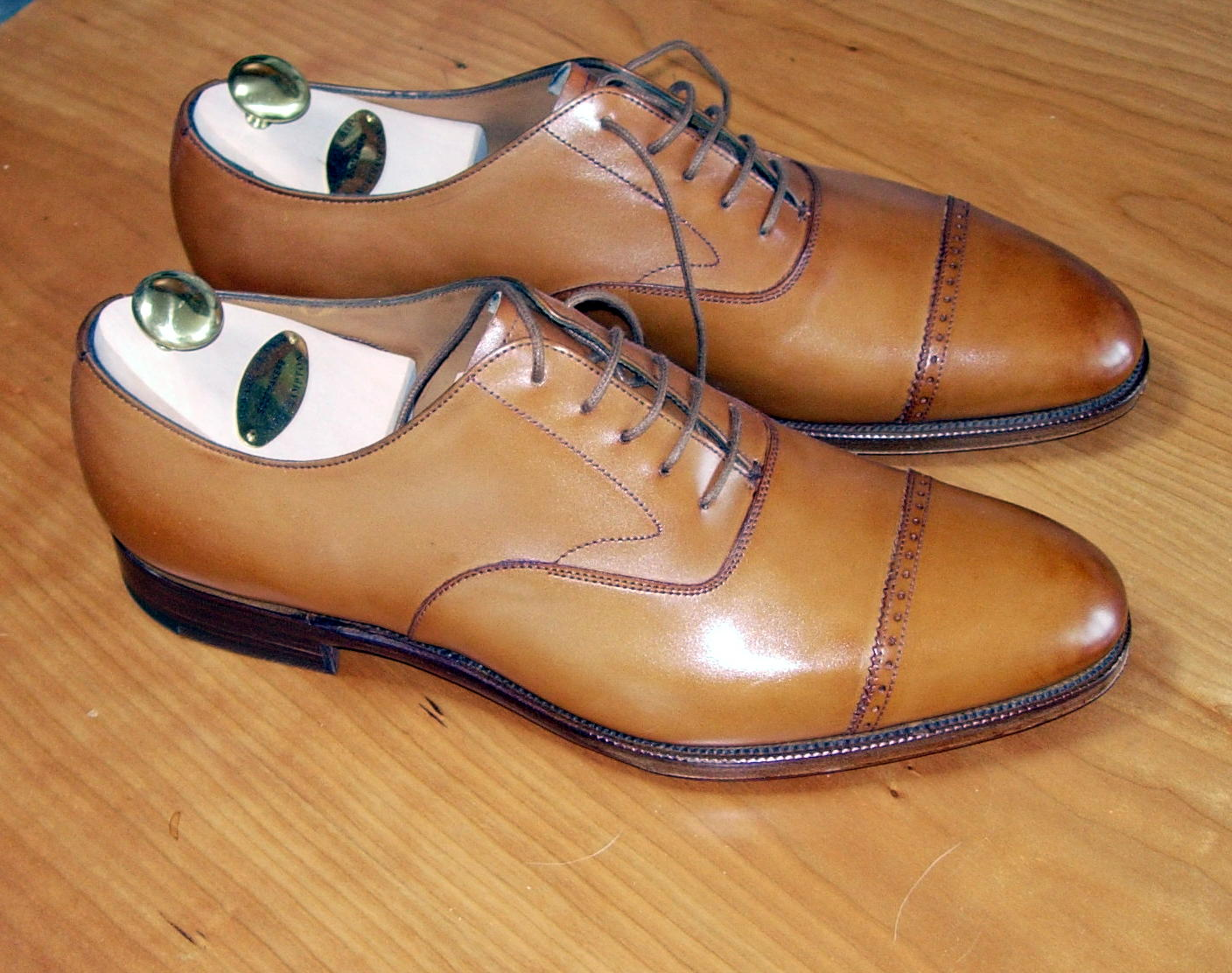
Sapato Oxford com biqueira com pormenor picotado

Embora não seja normal (nem formal), por vezes podem-se encontrar em cores e peles pouco habituais, como cores púrpura ou em pele de crocodilo.

### Monk strap
Estilo de sapato derivado dos sapatos dos monges (monk é monge, em inglês), é de formalidade média; menos que um Oxford, mas mais que um Derby. Fácil de reconhecer pela falta de atacadores, que são substituídos por uma fivela metálica colocada na lateral, junto ao peito do pé.
Pode igualmente ter todos os acabamentos e cores, com a excepção do picotado completo. No entanto, se tiver biqueira reforçada, a mesma é quase sempre picotada.

### Derby
O sapato Derby, ou Blücher, é, dos sapatos clássicos, o sapato menos formal. A pala sob os atacadores é feita no mesmo pedaço de pele que a biqueira do sapato, enquanto as palas com os atacadores, de uma outra peça, são cosidas a meio do sapato. São os sapatos mais comuns de entre os clássicos, podendo ter todos as cores e acabamentos, inclusivamente o picotado.